# Доминикович, Давор
Давор Доминикович (хорв. Davor Dominiković, родился 7 апреля 1978 года в Метковиче) — хорватский гандболист, в составе сборной Хорватии — чемпион мира 2003 года, олимпийский чемпион 2004 года.

## Карьера

### Клубная
До 2002 года Доминикович выступал в хорватском первенстве, с 2002 по 2004 годы он играл за границей в чемпионате Германии в клубах «Киль» и «Кронау-Эстринген». Летом 2004 года его приобрёл клуб второй испанской лиги «Альгесирас», а в ноябре он уже перешёл в состав «Барселоны». В 2006 году Доминикович стал игроком «Сан-Антонио», откуда ушёл в 2010 году, после подписал контракт с парижским клубом ПСЖ, а через сезон ушёл во французский «Иври».
Летом 2013 года Доминикович аннулировал соглашение с «Иври» и перешёл в «Гамбург», в котором играл больше в линии обороны. С ноября 2015 года представлял «Балинген-Вайлштеттен». Карьеру завершил по окончании сезона 2016/2017.

### В сборной
За сборную Хорватии Доминикович сыграл 174 игры и забил 205 голов. Он стал в её составе чемпионом мира в 2003 году в Португалии, олимпийским чемпионом в 2004 году в Афинах и дважды чемпионом Средиземноморских игр 1997 и 2001 года.
Перед чемпионатом мира 2007 года Доминикович был неожиданно дисквалифицирован по обвинению в употреблении допинга: по заключению испанской лаборатории, допинг-проба «A» у Доминиковича дала положительный результат. Однако вскоре испанцы заявили, что перепутали образцы при анализе. Как выяснилось, у Доминиковича никаких запрещённых препаратов в допинг-пробе не было обнаружено. В 2014 году лаборатория вынуждена была выплатить 150 тысяч евро компенсации игроку.

## Тренерская карьера
В настоящее время Доминикович является тренером клуба «Сесвете» и молодёжной сборной Хорватии; в 2019 году его подопечные стали серебряными призёрами чемпионата мира в Испании.

## Статистика
По состоянию на 3 ноября 2016 года
| Сезон     | Клуб                 | Лига           | Матчи | Голы | 7-метровые | Голы с игры |
| --------- | -------------------- | -------------- | ----- | ---- | ---------- | ----------- |
| 2002/03   | Киль                 | Бундеслига     | 33    | 62   | 0          | 62          |
| 2003/04   | Кронау/Эстринген     | Бундеслига     | 31    | 122  | 20         | 102         |
| 2004/05   | Барселона            | LIGA ASOBAL    | 20    | 15   | 0          | 15          |
| 2005/06   | Барселона            | LIGA ASOBAL    | 30    | 11   | 0          | 11          |
| 2007/08   | Портленд Сан Антонио | LIGA ASOBAL    | 25    | 33   | 0          | 33          |
| 2008/09   | Портленд Сан Антонио | LIGA ASOBAL    | 9     | 3    | 0          | 3           |
| 2009/10   | Портленд Сан Антонио | LIGA ASOBAL    | 34    | 68   | 0          | 68          |
| 2010/11   | ПСЖ                  | LNH Division 1 | 20    | 18   | 3          | 15          |
| 2011/12   | Иври                 | LNH Division 1 | 3     | 7    | 4          | 3           |
| 2012/13   | Иври                 | LNH Division 1 | 23    | 49   | 35         | 14          |
| 2013/14   | Гамбург              | Бундеслига     | 32    | 14   | 0          | 14          |
| 2014/15   | Гамбург              | Бундеслига     | 29    | 4    | 0          | 4           |
| 2015/16   | Балинген-Вайпштеттен | Бундеслига     | 18    | 0    | 0          | 0           |
| 2016/17   | Балинген-Вайпштеттен | Бундеслига     | 10    | 1    | 0          | 1           |
| 2002—2017 | Итого                | Все турниры    | 317   | 407  | 62         | 345         |